# La guerra de Murphy
La guerra de Murphy es una película británica de 1971, dirigida por Peter Yates y protagonizada por Peter O'Toole, Philippe Noiret, Siân Phillips y Horst Janson en los papeles principales . El guion se basó en la novela homónima de Max Catto.

## Argumento
La trama se desarrolla durante la última etapa de la Segunda Guerra Mundial. Un submarino alemán (U-boat) torpedea el barco mercante RNMS Mount Kyle, donde Murphy (Peter O'Toole) viaja como tripulante mecánico. La nave se hunde en aguas cercanas al delta del Orinoco, y el capitán del submarino, Lauchs (Horst Janson), ordena ametrallar a los náufragos sobrevivientes. Todos los tripulantes mueren, menos Murphy y un piloto de reconocimiento de la nave, el teniente Ellis (John Hallam). Murphy logra llegar a la costa, donde es rescatado por un francés, Louis (Philippe Noiret), dejado a cargo del cuidado de las instalaciones de una empresa abandonada a causa de la guerra, y algunos nativos, que lo llevan al hospital de una misión cercana donde es curado por la doctora Hyden (Siân Phillips). Más tarde los nativos descubren al piloto, malherido por un aterrizaje forzoso, y también lo llevan al hospital. El capitán del submarino detecta un mensaje por radio de la doctora, en el cual informa de los sobrevivientes, y decide hacer una incursión en busca de éstos para eliminarlos. Luego de copar el hospital, asesinan al piloto y destruyen la radio, pero Murphy logra escapar. Con la ayuda de Louis, Murphy rescata el avión de reconocimiento, lo repara, y después de hacer un reconocimiento aéreo, descubre al submarino oculto en uno de los ríos del delta. Desde ese momento no piensa más que en tomarse la venganza hacia los nazis.

## Reparto
- Peter O'Toole - Murphy, mecánico del RNMS Mount Kyle
- Siân Phillips - Dra. Hayden
- Philippe Noiret - Louis Brezon
- Horst Janson - Comandante Lauchs, capitán del submarino
- John Hallam - Teniente Ellis, piloto del RNMS Mount Kyle
- Ingo Mogendorf - Teniente Voght, oficial ejecutivo del submarino

## Rodaje
Las escenas del submarino alemán fueron rodadas con el submarino venezolano Carite (S-11), que anteriormente sirvió en la Armada estadounidense como el USS Tilefish (SS-307), de la Clase Balao.
Algunas de las escenas de la película fueron rodadas en las cercanías de Los castillos de Guayana en el delta del río Orinoco (Venezuela).
El hidroavión usado en la película es un Grumman J2F Duck y se encuentra en el museo de la Fuerza Aérea de los Estados Unidos en Dayton, Ohio. En la novela se trata de un avión Fairey Swordfish.
La actriz Siân Phillips era, en aquel entonces, esposa de Peter O'Toole.